# جويل بودن
جويل بودن (بالإنجليزية: Joel Bowden)‏ هو لاعب كرة قدم أسترالية أسترالي، ولد في 21 يونيو 1978 في ميلدورا في أستراليا.

## وصلات خارجية
- جويل بودن على موقع AustralianFootball.com (الإنجليزية)
- جويل بودن على موقع AFLtables.com (الإنجليزية)